# 賽斯米克海崖
77°32′S 167°5′E / 77.533°S 167.083°E
賽斯米克海崖（英語：Seismic Bluff），是南極洲的海崖，位於羅斯島，處於埃里伯斯火山南側，海拔高度約3,470米，附近設有地震測站，現時由南極條約體系管理。